# Маскали
Маскали (итал. Mascali) је насеље у Италији у округу Катанија, региону Сицилија.
Према процени из 2011. у насељу је живело 9377 становника. Насеље се налази на надморској висини од 16 м.

## Становништво
Према резултатима пописа становништва 2011. у општини је живело 13.792 становника.
| 1951. | 1961. | 1971. | 1981. | 1991. | 2001.  | 2011.  |
| ----- | ----- | ----- | ----- | ----- | ------ | ------ |
| 8.797 | 8.998 | 8.981 | 8.567 | 9.779 | 11.122 | 13.792 |